# Junction City, Ohio
Junction City là một làng thuộc quận Perry, tiểu bang Ohio, Hoa Kỳ. Năm 2010, dân số của làng này là 819 người.

## Dân số
- Dân số năm 2000: 818 người.
- Dân số năm 2010: 819 người.